# 崔春國
崔春國（1914年—1950年7月30日），文獻中稱崔忠國，是朝鮮民主主義人民共和國游擊派軍人，在朝鮮戰爭任朝鮮人民軍第12師師長。

## 生平
生於1914年，是咸鏡北道鐵路工人之子。後來加入汪清游擊隊。1930年在金日成介紹下加入中共，1932年、任汪清游擊隊第2中隊指導員。1936年任東北抗日聯軍第2軍之連指導員。1937年4月任第2軍獨立旅第1團團長。以後歴任第3方面軍第1團團長、警衛旅第3團政治委員、第13團政委。1940年11月因日軍大討伐隨東北抗日聯軍逃入蘇聯加入远东方面军独立第88步兵旅第4營第7連副連長。1945年9月，從蘇聯歸國，任咸鏡北道羅南警備司令部負責人和政治局員。
1950年6月、朝鮮戰爭爆發。在7月初旬的春川戰役因指揮笨拙被全宇少將取代任第12師師長。後復任師長，在7月安东战役期间南下途中於慶尚北道因誤觸地霤而死。